# Frango empanado

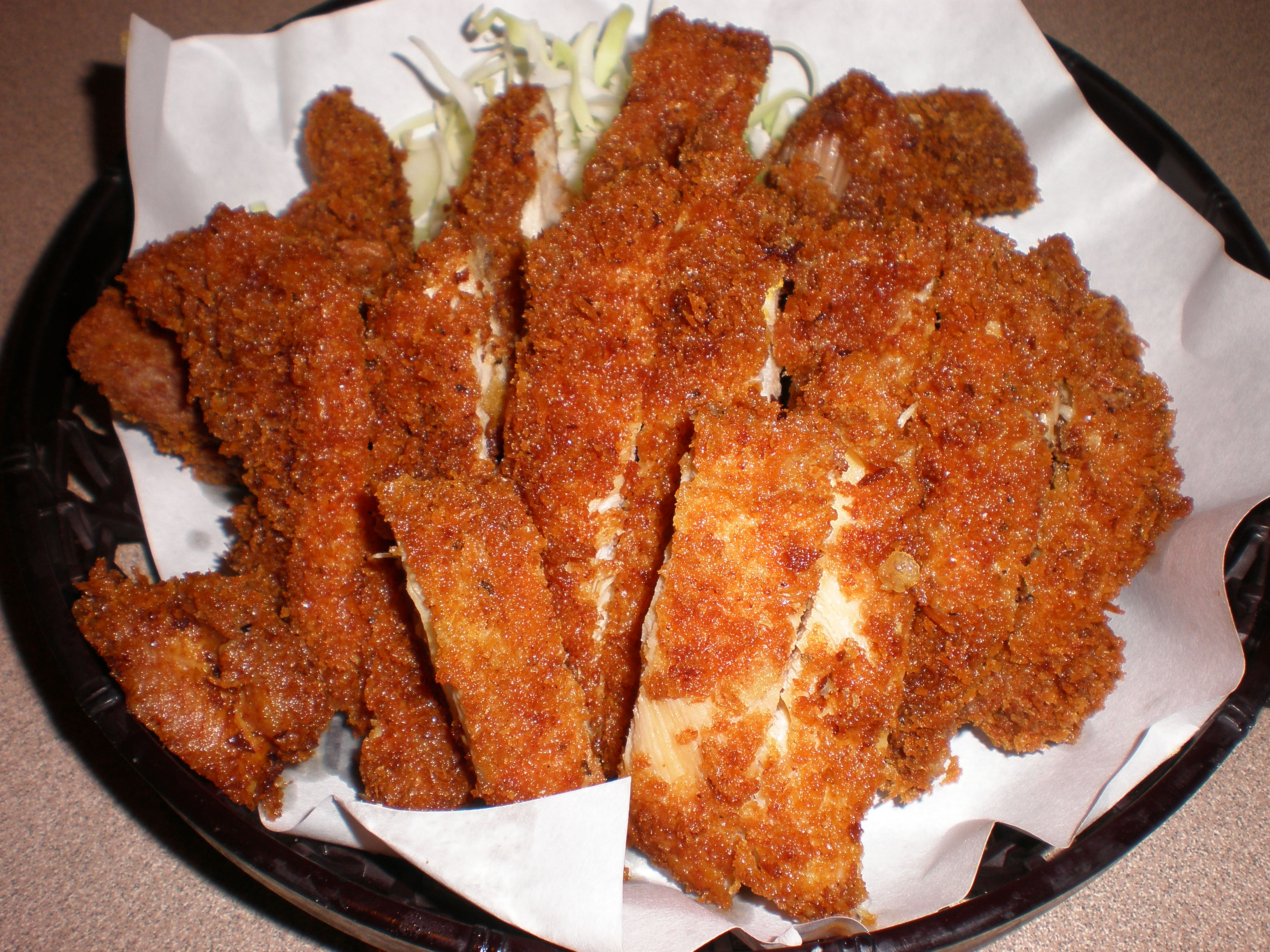

Frango empanado é um prato muito comum e apreciado no mundo todo. No Japão é chamado de chicken katsu (também existe o tonkatsu, à base de carne de porco).
Consiste de filés de frango, passados no ovo e depois farinha de rosca e depois fritos em óleo quente, sob imersão.
Algumas recomendações de preparo sugerem que o frango seja deixado, já empanado, por uma hora na geladeira, antes de fritar, o que o torna mais crocante e seco. Um acompanhamento comum é o arroz branco e purê de batata.